# Choisy-la-Victoire
Pour les articles homonymes, voir Choisy (homonymie).
Choisy-la-Victoire est une commune française située dans le département de l'Oise en région Hauts-de-France.
Ses habitants sont appelés les Choisiens et les Choisiennes.

## Géographie

### Description
La commune de Choisy-la-Victoire se situe à 61 kilomètres au sud d'Amiens, à 37 kilomètres à l'est de Beauvais, à 18 kilomètres à l'ouest de Compiègne et à 60 kilomètres au nord de Paris

### Communes limitrophes
| Bailleul-le-Soc |                    | Estrées-Saint-Denis Moyvillers |
| Avrigny         | Choisy-la-Victoire | Blincourt Sacy-le-Petit        |
| Sacy-le-Grand   |                    | Saint-Martin-Longueau          |

### Géologie et relief
La commune s'étend entre 34 mètres et 113 mètres au-dessus du niveau de la mer. La mairie du village se situe à 80 mètres d'altitude. Le point le plus élevé du territoire se situe à la lisière du bois de Châalis, sur la limite communale avec Moyvillers. Le point le plus bas se trouve à la limite sud du territoire, dans les marais de Sacy, à la limite de cette commune. Le territoire communal se trouve sur une pente culminant au nord et descendant vers le sud. Le hameau de Froyères se situe à 104 mètres au-dessus du niveau de la mer et le village entre 84 et 76 mètres. Le territoire, présente, du nord au sud, un développement de plus de 8 kilomètres, tandis qu'il n'atteint pas le quart de cette dimension dans sa plus grande largeur. Sa région méridionale forme un prolongement étroit et dirigé au nord vers le canton d'Estrées-Saint-Denis. Le sol, généralement uni, est cependant divisé en trois terrasses descendant au sud.
La craie occupe le territoire sur un petit pli de terrain au bas du village pour tourner au sud vers le canton de Pont-Sainte-Maxence. Les cailloux sont brisés en petits fragments, comme on le voit au sud de la commune. L'argile à silex est présente à Choisy-la-Victoire. La commune se trouve en zone de sismicité 1, c'est-à-dire très faiblement exposée aux risques de tremblement de terre.

### Hydrographie
La commune est située dans le bassin Seine-Normandie. Elle n'est drainée par aucun cours d'eau,.
Quelques ruisseaux intermittents se trouvent à la pointe sud du territoire, dans les marais de Sacy-le-Grand. Une mare se trouve dans le village, au bord de la grande rue. Un château d'eau, une station de pompage de l'eau et une prise d'eau complètent les besoins en eau de la commune. Les marais de Sacy-le-Grand, le sud du territoire et une partie à l'est du village se situent au-dessus de plusieurs nappes phréatiques sous-affleurantes.

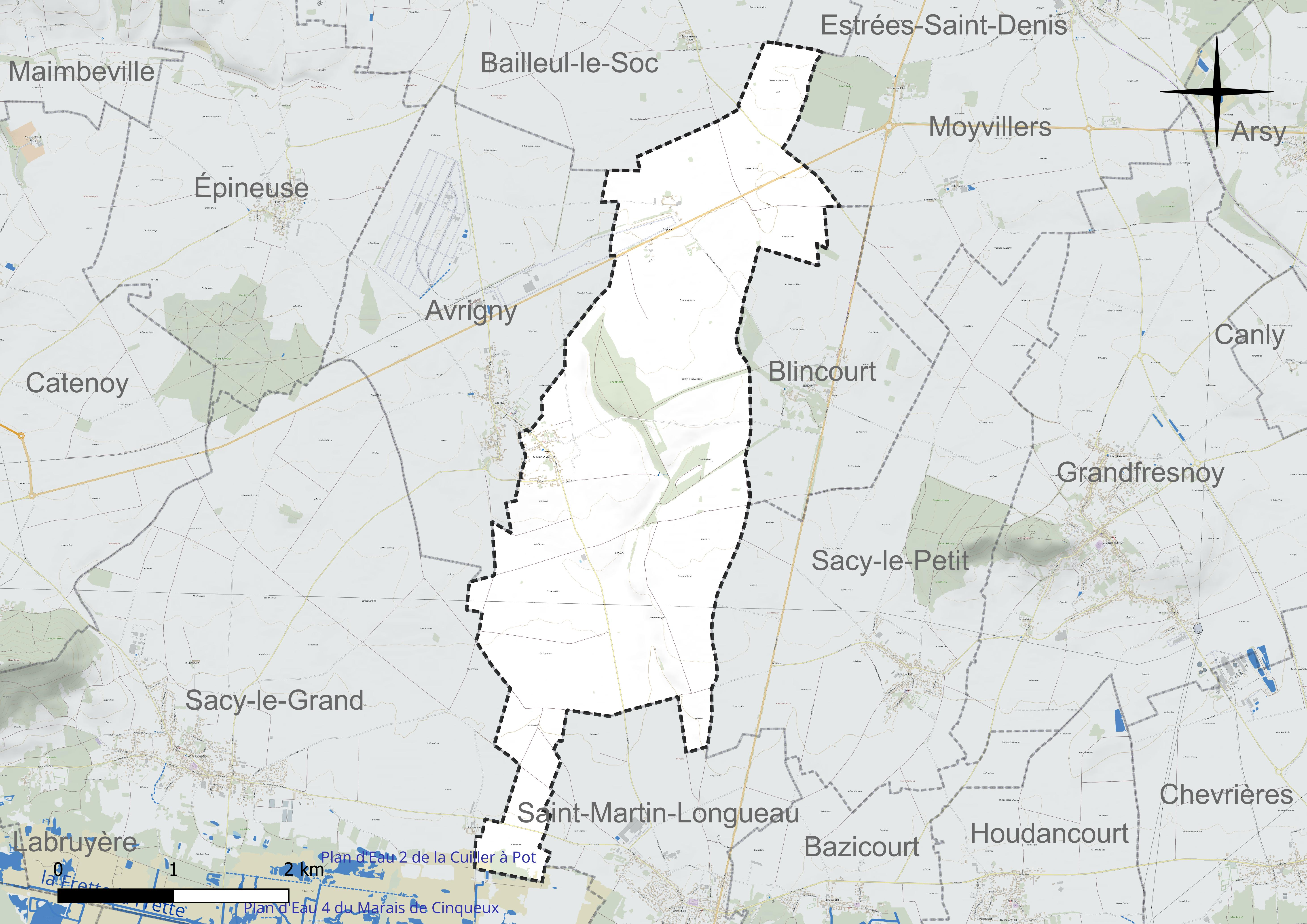
Réseau hydrographique de Choisy-la-Victoire.

### Climat
Pour des articles plus généraux, voir Climat des Hauts-de-France et Climat de l'Oise.
En 2010, le climat de la commune est de type climat océanique dégradé des plaines du Centre et du Nord, selon une étude du CNRS s'appuyant sur une série de données couvrant la période 1971-2000. En 2020, Météo-France publie une typologie des climats de la France métropolitaine dans laquelle la commune est exposée à un climat océanique et est dans la région climatique Nord-est du bassin Parisien, caractérisée par un ensoleillement médiocre, une pluviométrie moyenne régulièrement répartie au cours de l'année et un hiver froid (3 °C).
Pour la période 1971-2000, la température annuelle moyenne est de 10,6 °C, avec une amplitude thermique annuelle de 14,7 °C. Le cumul annuel moyen de précipitations est de 673 mm, avec 11,3 jours de précipitations en janvier et 8 jours en juillet. Pour la période 1991-2020, la température moyenne annuelle observée sur la station météorologique la plus proche, située sur la commune de Creil à 15 km à vol d'oiseau, est de 11,2 °C et le cumul annuel moyen de précipitations est de 662,2 mm,. Pour l'avenir, les paramètres climatiques de la commune estimés pour 2050 selon différents scénarios d'émission de gaz à effet de serre sont consultables sur un site dédié publié par Météo-France en novembre 2022.

### Milieux naturels
Hormis les zones bâties, qui couvrent 3 % de la commune sur 30 hectares, le territoire se compose à 90 % de cultures sur 910 hectares. Les espaces boisés, à savoir le bois de Choisy à l'est, les parcelles à proximité des marais de Sacy-le-Grand, près des lieux-dits « Haut du moulin », « la Chapelle » rassemblent 65 hectares pour 6,5 % de la superficie. Les espaces herbacés humides des marais de Sacy s'étendent sur 5 hectares de la surface communale,.
L'ensemble de ces marais fait partie du réseau natura 2000 et est également inscrit en Zone naturelle d'intérêt écologique, faunistique et floristique de type 1. Il constitue une zone importante pour la protection des oiseaux (ZICO).

## Urbanisme

### Typologie
Au 1er janvier 2024, Choisy-la-Victoire est catégorisée commune rurale à habitat dispersé, selon la nouvelle grille communale de densité à sept niveaux définie par l'Insee en 2022.
Elle est située hors unité urbaine. Par ailleurs la commune fait partie de l'aire d'attraction de Paris, dont elle est une commune de la couronne,.

### Occupation des sols
L'occupation des sols de la commune, telle qu'elle ressort de la base de données européenne d'occupation biophysique des sols Corine Land Cover (CLC), est marquée par l'importance des territoires agricoles (90,3 % en 2018), en diminution par rapport à 1990 (91,6 %). La répartition détaillée en 2018 est la suivante : 
terres arables (90,3 %), forêts (6,5 %), zones urbanisées (1,9 %), zones industrielles ou commerciales et réseaux de communication (1,4 %). L'évolution de l'occupation des sols de la commune et de ses infrastructures peut être observée sur les différentes représentations cartographiques du territoire : la carte de Cassini (XVIIIe siècle), la carte d'état-major (1820-1866) et les cartes ou photos aériennes de l'IGN pour la période actuelle (1950 à aujourd'hui).

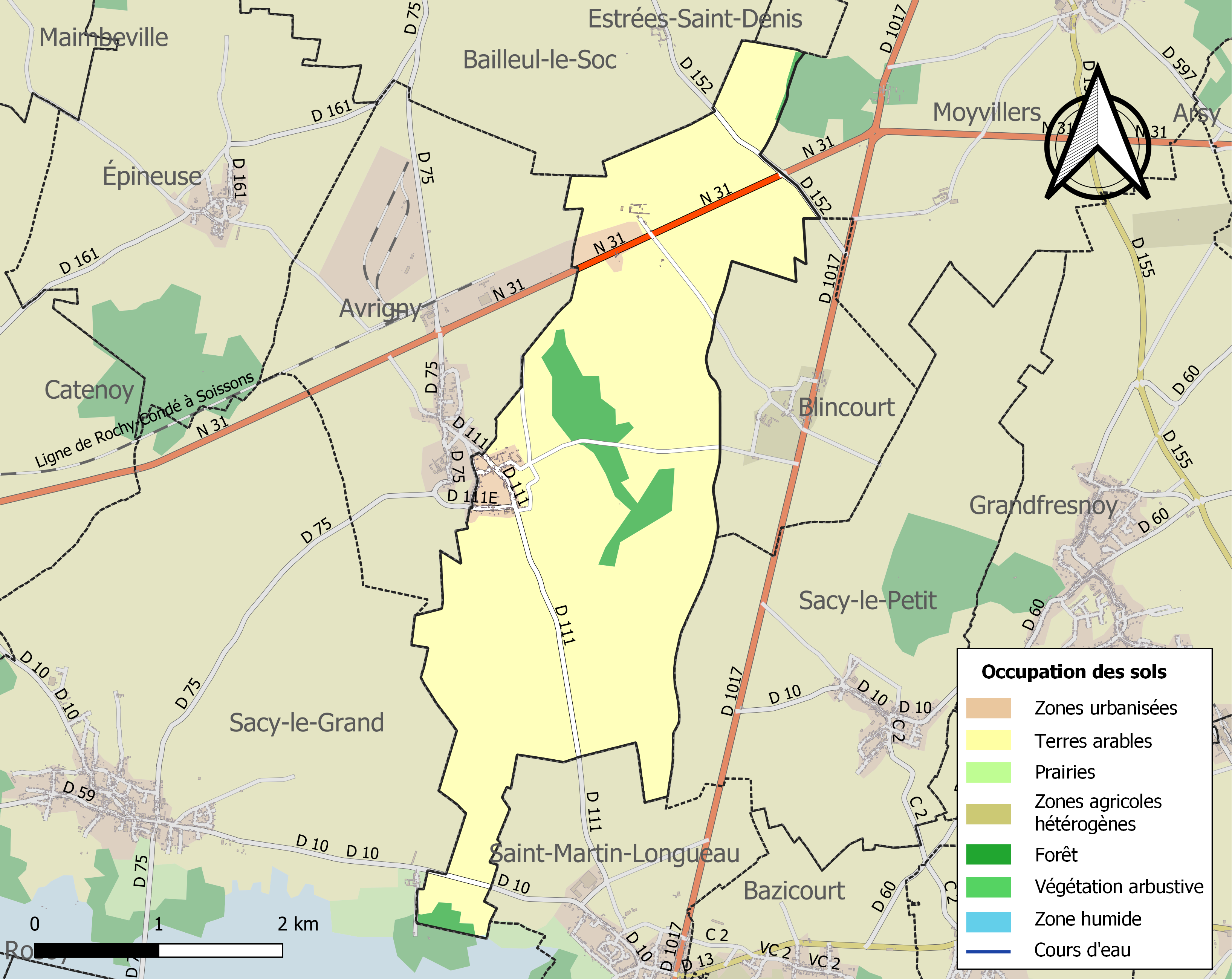
Carte des infrastructures et de l'occupation des sols de la commune en 2018 (CLC).

### Morphologie urbaine
En 1890, le village de Choisy-la-Victoire tient presque à celui d'Avrigny. Aujourd'hui, ces deux villages ne forment plus qu'une seule et unique agglomération formée par les habitations de la route départementale 111.

### Hameaux et lieux-dits
L'habitat communal est réparti dans le chef-lieu de Choisy-la-Victoire ainsi que dans le hameau de Froyères, au nord du territoire.
Deux habitations isolées se situent également au sud de ce dernier hameau.
À la fin du XIXe siècle, on pouvait citer les hameaux de la sucrerie de Froyères et de la chapelle. Entre Choisy-la-Victoire et Saint-Martin-Longueau se trouvaient deux fermes aujourd'hui disparues : la ferme de la Borde et la ferme de Malvoisie. Un peu à l'est de Froyères s'élevait le hameau de la Motte-d'Ancourt ou de Froyères.

### Habitat et logement
En 2018, le nombre total de logements dans la commune était de 104, alors qu'il était de 96 en 2013 et de 89 en 2008.
Parmi ces logements, 89,3 % étaient des résidences principales, 1,6 % des résidences secondaires et 9 % des logements vacants. Ces logements étaient pour 85,3 % d'entre eux des maisons individuelles et pour 14,7 % des appartements.
Le tableau ci-dessous présente la typologie des logements à Choisy-la-Victoire en 2018 en comparaison avec celle de l'Oise et de la France entière. Une caractéristique marquante du parc de logements est ainsi une proportion de résidences secondaires et logements occasionnels (1,6 %) inférieure à celle du département (2,5 %) mais supérieure à celle de la France entière (9,7 %). Concernant le statut d'occupation de ces logements, 80,9 % des habitants de la commune sont propriétaires de leur logement (80 % en 2013), contre 61,4 % pour l'Oise et 57,5 pour la France entière.
| Typologie                                               | Choisy-la-Victoire | Oise | France entière |
| ------------------------------------------------------- | ------------------ | ---- | -------------- |
| Résidences principales (en %)                           | 89,3               | 90,4 | 82,1           |
| Résidences secondaires et logements occasionnels (en %) | 1,6                | 2,5  | 9,7            |
| Logements vacants (en %)                                | 9                  | 7,1  | 8,2            |

### Voies de communications et transports
La route nationale 31, reliant Rouen à Reims par Beauvais et Compiègne, traverse le nord du territoire communal d'ouest en est. Il s'agit du principal axe de la commune. Le village est accessible par deux routes départementales, la D 111 et la D 111E. La route départementale 111, reliant Avrigny à Saint-Martin-Longueau, passe dans le chef-lieu par la Grande rue tandis la D 111E, antenne de la D 111, suit la rue Neuve pour rejoindre la D 75 au sud d'Avrigny. Une portion de la route départementale 10 traverse également l'extrême sud de la commune. Une partie de la route départementale 152, de Montgérain à la D 1017 à Blincourt traverse le nord-est du territoire et croise la route nationale 31. La commune de Blincourt peut être accessible par une route communale débutant depuis la grande rue du village, ou bien depuis la route nationale 31 à Froyères.
Choisy-la-Bataille est également aisément accessible par l'ancienne route nationale 17 (actuelle RD 1017) qui passe le près de la limite est du territoire communal.
La commune est en partie traversée par l'ancienne ligne de Rochy-Condé à Soissons, utilisée par la liaison  Beauvais à Compiègne. 
Aujourd'hui, la section restante est utilisée pour le trafic de marchandises. La halte ferroviaire la plus proche est celle d'Estrées-Saint-Denis, sur la ligne d'Ormoy-Villers à Boves reliant Compiègne à Amiens, se situe à 6,7 km kilomètres au nord-est. La gare de Pont-Sainte-Maxence, sur la ligne de Creil à Jeumont, se trouve à 8,5 kilomètres au sud.
La commune est desservie, en 2023, par les lignes 660, 682, 6301 et 6322 du réseau interurbain de l'Oise.
L'aéroport de Beauvais-Tillé se trouve à 35,5 km à l'ouest de la commune et l'aéroport de Paris-Charles-de-Gaulle se trouve à 42 km au sud. Il n'existe aucune liaison entre la commune et ces aéroports par des transports en commun.
Le sentier de grande randonnée 124A (GR124A), branche du GR124 reliant Litz à Orrouy traverse la commune d'ouest en est. Son itinéraire suit, depuis Avrigny, un unique chemin jusqu'à la commune de Blincourt. Le circuit no 6 de cyclotourisme de l'Oise une petite partie du territoire lors de son passage sur la route départementale 10.

## Toponymie
La commune a porté les noms suivants au cours de son histoire : « Soisi » en 1182 et 1303, « Soisiacum » en 1201, « Soisy-en-Beauvoisis » en 1311 et 1569, « Soisy-lez-Avregny » en 1452 et « Choisy » depuis 1517. Cette localité ajoute à son nom primitif l'indication de l'abbaye à laquelle elle appartenait depuis 1469, l'abbaye de la Victoire près de Senlis ayant alors acheté la seigneurie de Choisy saisie sur Godefroy de Caen, écuyer.
Entre Choisy-la-Victoire et Bailleul-le-Soc se trouve la ferme de Froyères, nommée « Froerie » en 1154 puis « Froières », qui dut s'appeler primitivement « Frigidaria », c'est-à-dire lieu froid. L'ancienne ferme de la Borde, tient son nom du saxon « Bord », qui veut dire maison, borde et signifie au Moyen Âge ferme, métairie. L'ancienne de Malvoisie se nommait également « Mallevoisine » ou « Malevoisine ». Ces deux fermes ont aujourd'hui disparu.

## Histoire

### Des origines au Moyen Âge
Froyères est un lieu habité dès l'époque celtique, puisqu'on trouve aux environs beaucoup de haches en silex. Les médailles qu'on y a découvertes et les nombreux fragments de tuiles qu'on y rencontre prouvent qu'il y eut aussi là une agglomération gallo-romaine.
Au commencement du XIIe siècle, la terre de Froyères appartient à l'abbaye de Saint-Denis, qui la vend en 1154 à celles d'Ourscamp et de Chaalis, à charge de payer chaque année par chaque muid de terre quatre mines de grain, excepté l'année où la terre est en jachère, où il n'est rien payé. Elle comprend à l'origine 600 arpents, mais elle est diminuée par la suite. Une partie est réunie à la ferme du Tranloy, dépendant de l'abbaye de Chaalis. La part des religieux d'Ourscamp forma la ferme du Petit-Ourscamp, bâtie sur le territoire de Catenoy.
Cette seigneurie comprend en 1469 : le château de Choisy, à l'entrée duquel était une grosse tour carrée dans laquelle était percée la porte, et, aux coins, deux tours rondes en pierre de taille autour du château. Il y avait un bois de six mines environ contenant de gros chênes et qui servait de garenne à lapins. Dans la cour du château, une chapelle dédiée à saint Vivien, à la nomination du seigneur.
Elle comprend  également un grand jardin de trois mines et une pièce de six mines de terre, autrefois en vigne, le tout clos de murs de terre, une garenne à lapins, où nul ne pouvait chasser ou prendre lapins sans la permission du seigneur, « sous peine d'avoir le poing coupé, ou amende arbitraire, à la volonté du seigneur ». La seigneurie possédait aussi 80 muids de terre à Choisy, 287 muids appelés le bois de Choisy, les droits de champarts et de cens, un moulin à vent, les rouages et forage de Choisy, le droit de ban, qui dure six semaines, pendant lesquelles nul ne peut vendre de vin à Choisy, hormis le seigneur.
De cette seigneurie étaient tenus des fiefs à Choisy, Blincourt, Brenouille, Cinqueux, Nogent-sur-Oise et Monchy-Saint-Éloi. La ferme de Malvoisie appartient depuis 1311 à l'abbaye de Saint-Symphorien[Laquelle ?], avec la masure de Malvoisinette, située entre le prieuré de Ladrancourt et Saint-Martin-Longueau.
La cure est à la nomination de l'abbé de Saint-Symphorien-lès-Beauvais, qui perçoit les grosses dîmes du territoire, données à l'abbaye en 1444 par Jean, fils d'Ansel de Creil. Un peu à l'est de Froyères s'élève alors  le hameau de la Motte d'Ancourt ou de Froyères, siège d'un fief relevant de la seigneurie de Francières. Le moulin à vent, propriété  de l'abbaye de la Victoire, n'existe plus.

### Époque moderne

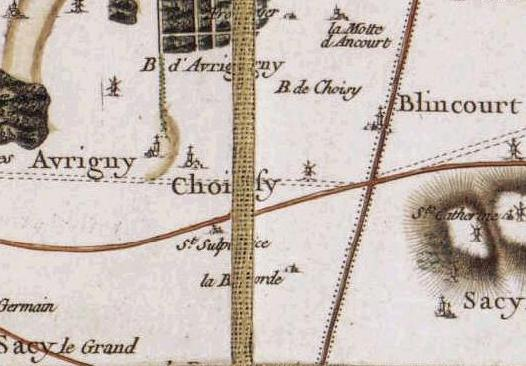
Choisy-la-Victoire, carte de Cassini.

Au sud du village se trouvait une maison appelée chapelle du Crocq : cette chapelle, dédiée à Notre-Dame, dépendait depuis longtemps du prieuré de Landricourt. Ce prieuré et la ferme qui l'avoisinait font longtemps partie de la paroisse de Choisy, mais à la Révolution, ils sont déjà inclus au territoire de Sacy-le-Grand. De même entre Choisy et Catenoy, le hameau de Villers-lès-Catenoy relève  longtemps à la paroisse de Choisy.
La ferme de Choisy, appartenant à l'abbaye de la Victoire, est vendue le 12 avril 1791, et, l'acquéreur n'ayant pas payé, revendue le 25 octobre suivant. La ferme de la Borde, appartenant aux religieuses de l'abbaye du Moncel près de Pont-Sainte-Maxence, est vendue, avec 153 arpents de terre, à 75 verges par arpent, en 1791, moyennant 60 000 livres. La ferme de Malvoisie est vendue avec ses dépendances, comprenant 312 mines de terre, 20 mines de pré, 7 mines de pâture et 10 mines de taillis, en 1791, au prix de 81 500 livres. En 1792, quand la ferme du Petit-Ourscamp est vendue, la ferme de Froyères, dépendant de la manse conventuelle de Chaalis ne comprend plus que 264 arpents de terre et 22 arpents de bois.
Une ordonnance du 6 août 1826 a réuni en une seule commune, ayant son chef-lieu à Avrigny, les trois communes d'Avrigny, Choisy-la-Victoire et Blincourt. Cet état des choses dure jusqu'au 27 juillet 1832, où une nouvelle ordonnance rend aux trois localités leur existence indépendante.
La sucrerie de Froyères, crée en 1856, change plusieurs fois de propriétaires par la suite.
La ligne Rochy-Condé - Soissons, traversant le nord de  la commune, a été naugurée le 15 avril 1879 entre Clermont et le Bois-de-Lihus. Le trafic voyageur cesse le 15 mai 1939. En 1964, la voie est déclassée entre le hameau de Froyères, où était établi un garage, au nord de la commune, et Estrées-Saint-Denis.
En 1890, sauf une douzaine de personnes est employées toute l'année à la sucrerie de Froyères, le surplus de la population n'a d'autre occupation que l'agriculture. Une halte aux marchandises, avec voie de garage, établie sur la ligne de Beauvais à Compiègne, ouverte seulement à l'époque de la fabrication, permet l'acheminement direct des betteraves jusqu'à  la sucrerie de Froyères. À cette époque, le village est peuplé de 181 habitants, la ferme de Froyères de quatre habitants, l'ancien hameau de la chapelle comptait deux résidents et la population de la sucrerie de Froyères s'élevait à 45 habitants.

### Époque contemporaine
Le trafic voyageurs de la ligne Rochy-Condé - Soissons cesse dès le 15 mai 1939 à cause de la Seconde Guerre mondiale[Passage problématique]. Par défaut d'utilité, la section entre le hameau de Froyères et Estrées-Saint-Denis est déclassée en 1964. Aujourd'hui, la ligne reste encore en place entre Clermont et Froyères pour le trafic de marchandises.
Une distillerie fonctionne en 1951 sur le site de la sucrerie de Froyères et les fermes de Froyères et de Blincourt ont été adjointes à l'entreprise. La sucrerie ferme ses portes en 1958. Les installations principales ont été rasées et remplacés en 2003 par une base logistique d'automobiles, filiale de la SNCF, sur laquelle est aménagée une installation de production électrique solaire qui s'étend à terme sur 28 hectares partiellement situés à Choisy, et capable de gournir, selon son exploitant. 29 000 égawatt-heure (Mwh) chaque année, soit l'équivalent de la consommation électrique annuelle de 13 200 personnes, chauffage inclus.

## Politique et administration

### Rattachements administratifs et électoraux
La commune se trouve depuis 1942 dans l'arrondissement de Clermont du département de l'Oise. Pour l'élection des députés, elle fait partie depuis 1988 de la septième circonscription de l'Oise.
Elle faisait partie depuis 1803 du canton de Clermont. Dans le cadre du redécoupage cantonal de 2014 en France, la commune est désormais intégrée au canton d'Estrées-Saint-Denis.

### Intercommunalité
Vitry-la-Victoire est membre de la communauté de communes de la Plaine d'Estrées, créée en 1997.

### Liste des maires
| Période                                  | Période                       | Identité            | Étiquette | Qualité                         |
| ---------------------------------------- | ----------------------------- | ------------------- | --------- | ------------------------------- |
| Les données manquantes sont à compléter. |                               |                     |           |                                 |
| mars 2001                                | 28 avril 2017                 | Christian Delavenne | DVD       | Agriculteur Décédé en fonction  |
| juin 2017,                               | En cours (au 2 décembre 2021) | Brigitte Parrot     |           | Réélue pour le mandat 2020-2026 |

## Équipements et services publics

### Enseignement
Les enfants de la commune sont scolarisés au sein d'un regroupement pédagogique intercommunal regroupant Avrigny, Choisy-La-Victoire, Blincourt, Epineuse et Fouilleuse. En 2017-2018, 93 élèves fréquentaient l'école d'Avrigny (4 classes) et 22 élèves l'école d'Epineuse (1 classe)

## Population et société

### Démographie

#### Évolution démographique
L'évolution du nombre d'habitants est connue à travers les recensements de la population effectués dans la commune depuis 1793. Pour les communes de moins de 10 000 habitants, une enquête de recensement portant sur toute la population est réalisée tous les cinq ans, les populations de référence des années intermédiaires étant quant à elles estimées par interpolation ou extrapolation. Pour la commune, le premier recensement exhaustif entrant dans le cadre du nouveau dispositif a été réalisé en 2004.

En 2022, la commune comptait 245 habitants, en évolution de +5,6 % par rapport à 2016 (Oise : +0,87 %, France hors Mayotte : +2,11 %).
| 1793 | 1800 | 1806 | 1821 | 1836 | 1841 | 1846 | 1851 | 1856 |
| ---- | ---- | ---- | ---- | ---- | ---- | ---- | ---- | ---- |
| 198  | 164  | 171  | 151  | 158  | 160  | 152  | 175  | 192  |

| 1861 | 1866 | 1872 | 1876 | 1881 | 1886 | 1891 | 1896 | 1901 |
| ---- | ---- | ---- | ---- | ---- | ---- | ---- | ---- | ---- |
| 228  | 230  | 217  | 263  | 274  | 232  | 238  | 234  | 235  |

| 1906 | 1911 | 1921 | 1926 | 1931 | 1936 | 1946 | 1954 | 1962 |
| ---- | ---- | ---- | ---- | ---- | ---- | ---- | ---- | ---- |
| 254  | 254  | 284  | 305  | 316  | 322  | 327  | 343  | 265  |

| 1968 | 1975 | 1982 | 1990 | 1999 | 2004 | 2006 | 2009 | 2014 |
| ---- | ---- | ---- | ---- | ---- | ---- | ---- | ---- | ---- |
| 246  | 277  | 238  | 256  | 220  | 197  | 187  | 210  | 226  |

| 2019 | 2022 | - | - | - | - | - | - | - |
| ---- | ---- | - | - | - | - | - | - | - |
| 245  | 245  | - | - | - | - | - | - | - |

#### Pyramide des âges
La population de la commune est relativement jeune.
En 2018, le taux de personnes d'un âge inférieur à 30 ans s'élève à 42,5 %, soit au-dessus de la moyenne départementale (37,3 %). À l'inverse, le taux de personnes d'âge supérieur à 60 ans est de 20,0 % la même année, alors qu'il est de 22,8 % au niveau départemental.
En 2018, la commune comptait 125 hommes pour 116 femmes, soit un taux de 51,87 % d'hommes, largement supérieur au taux départemental (48,89 %).
Les pyramides des âges de la commune et du département s'établissent comme suit.
| Hommes | Classe d’âge | Femmes |
| ------ | ------------ | ------ |
| 0,0    | 90 ou +      | 0,0    |
| 3,1    | 75-89 ans    | 5,1    |
| 16,5   | 60-74 ans    | 15,3   |
| 17,3   | 45-59 ans    | 18,6   |
| 20,5   | 30-44 ans    | 18,6   |
| 18,9   | 15-29 ans    | 17,8   |
| 23,6   | 0-14 ans     | 24,6   |

| Hommes | Classe d’âge | Femmes |
| ------ | ------------ | ------ |
| 0,5    | 90 ou +      | 1,4    |
| 5,5    | 75-89 ans    | 7,6    |
| 15,6   | 60-74 ans    | 16,3   |
| 20,8   | 45-59 ans    | 20     |
| 19,4   | 30-44 ans    | 19,4   |
| 17,6   | 15-29 ans    | 16,2   |
| 20,6   | 0-14 ans     | 19,1   |

## Culture locale et patrimoine

### Lieux et monuments
- Église Notre-Dame, qui possède un chœur qui remonte au XIIIe siècle : les voûtes reposent sur de longues colonnes chargées de bagues, à chapiteaux ornés de feuilles recourbées. Le clocher est central, la nef est moderne. Tout l'intérieur, à l'exception du dessous du clocher, est lambrissé. Le cimetière, clos de murs, tient à l'église[a 4].
- Ferme de Choisy : elle se trouve près de l'église Notre-Dame et n'est autre que l'ancien château de Choisy, qui, ayant été acquis par l'abbaye de la Victoire qui n'en avait pas l'usage, fut transformée par elle en exploitation rurale. Il restait encore trois tours à la fin du XVe siècle. Aujourd'hui, on peut signaler une porte double, des parties de murs d'une énorme épaisseur, et surtout, dans le jardin, la base ou motte de l'ancien donjon, appelé la « Montelette », autrefois « Mothelette », c'est-à-dire petite motte, tertre ovale, large de 20 mètres et élevé de 10, autour duquel on voyait encore, au milieu du XIXe siècle, des vestiges de fossés. La tour qui le surmontait fut sans doute détruite au XVe siècle[a 5].
- Calvaire, au lieu-dit la Chapelle, à l'angle de la route départementale 111 et du GR 124A.
- Croix Saint-Sulpice, au sud-est de la commune.

### Personnalités liées à la commune
- Gui et Jean de Soisi prennent part à la croisade au XIIe siècle. On voit ensuite la seigneurie appartenir : en 1197 et 1201, à Eudes de Soisi, en 1218 à Ansoult, en 1311 à Simon, chevalier. Au commencement du XVe siècle, elle appartient à Jean de Soisi, dit Tristan. En 1450, la seigneurie de Choisy est à Lancelot au Pied, écuyer. Deux ans plus tard, elle est saisie et adjugée à l'un de ses créanciers, Godefroy de Caen, écuyer. Celui-ci ne la détient pas longtemps, puisque, en 1469, elle est adjugée, après saisie, aux religieux de l'Abbaye de la Victoire, qui la conservent jusqu'à la Révolution française.